# Dugdale-Gletscher
Der Dugdale-Gletscher ist ein 40 km langer Talgletscher im Norden des ostantarktischen Viktorialands. Er fließt in den Admiralitätsbergen entlang der Westflanke der Geikie Ridge in nordöstlicher Richtung zur Robertson Bay an der Pennell-Küste, wo er westlich der Herzog-von-York-Insel mit dem Murray-Gletscher verschmilzt.
Der Gletscher wurde erstmals von Teilnehmern der Southern-Cross-Expedition (1898–1900) unter der Leitung des norwegischen Polarforschers Carsten Egeberg Borchgrevink kartiert. Borchgrevink benannte ihn nach Frank Dugdale (1857–1925), einem Sponsor der Expedition aus Snitterfield in Stratford-on-Avon.